# Erich Siede
Erich Siede (* 24. März 1943; † November 2023) war ein deutscher Fußballspieler. In der DDR-Oberliga, der höchsten Spielklasse des ostdeutschen Fußballverbandes, spielte er für Dynamo Dresden und Stahl Riesa.

## Sportliche Laufbahn

### Dynamo Dresden
Erich Siede, gelernter Elektriker, gehörte 1962/63 zu der Mannschaft der SG Dynamo Dresden, die nach sieben Jahren Abwesenheit wieder in der DDR-Oberliga spielte. Es war ebenfalls die Saison, in der Siede erstmals in der DDR-Oberliga spielte. Dort gab der 19-Jährige sein Debüt am 4. Saisonspieltag, dem 2. September 1962. In der Begegnung Motor Jena – Dynamo Dresden (4:0) war er als halbrechter Stürmer eingesetzt worden. Diese Position behielt er bis zum Ende der Saison bei, in der er insgesamt 15 Spiele absolvierte. Neuling Dynamo konnte sich in der Oberliga nicht halten und musste in die DDR-Liga absteigen. Siede setzte seine Karriere in der Zweitklassigkeit fort, doch gelang Dynamo Dresden binnen eines Jahres die Rückkehr in die Spitzenliga. In seiner zweiten Oberligaspielzeit bestritt Siede alle 26 Punktspiele, nun auf der rechten Sturmseite. 1965/66 erlitt seine Karriere einen erneuten Knick. Zunächst hatte er bis zum 9. Spieltag alle Oberligapunktspiele bestritten, dann verlor er jedoch seine Position an das Jungtalent Hans-Jürgen Kreische und kam danach nur noch in vier weiteren Oberligaspielen zum Einsatz. Am Ende der Saison verließ Siede Dynamo Dresden nach 54 Spielen in der Oberliga.

### Erfurt, Riesa, Erfurt und Hoyerswerda
Mit Beginn der Saison 1966/67 spielte Siede für den Oberligaabsteiger FC Rot-Weiß Erfurt. Er verhalf der Mannschaft mit 12 von 30 ausgetragenen Punktspieleinsätzen zwar zum sofortigen Wiederaufstieg, wechselte danach aber erneut, diesmal zur Ligaelf von Stahl Riesa. Auch mit dieser Mannschaft stieg Siede innerhalb eines Jahres in die Oberliga auf, um nach vier Einsätzen im ersten Viertel der Saison 1968/69 für die Rieser zum FC Rot-Weiß Erfurt zurückzukehren. Die Erfurter spielten zwar in der Oberliga, doch Siede kam lediglich in der in der drittklassigen Bezirksliga spielenden 2. Mannschaft zum Einsatz. Nach dem Ende der Saison 1968/69 verließ Siede Erfurt wieder und wechselte nun zum Cottbuser Bezirksligisten Aktivist Schwarze Pumpe. Mit der in Hoyerswerda spielenden Mannschaft feierte Siede zum fünften Male in seiner Laufbahn einen Aufstieg, diesmal in die DDR-Liga. Trotzdem musste Siede weiter in der Bezirksliga spielen, da der Aufstieg wegen finanzieller Manipulationen annulliert wurde. Ein Jahr später, 1971, gelang dann jedoch der endgültige Aufstieg, und Aktivist konnte sich anschließend in der DDR-Liga etablieren. 1977 beendete Siede seine aktive Laufbahn in Hoyerswerda.

### Erfolge
- 1962, 1964 Oberligaaufstieg mit Dynamo Dresden
- 1967 Oberligaaufstieg mit Rot-Weiß Erfurt
- 1968 Oberligaaufstieg mit Stahl Riesa
- 1971 Ligaaufstieg mit Aktivist Schwarze Pumpe